# Diocesi di Sanavo
La diocesi di Sanavo (in latino Dioecesis Sanavensis) è una sede soppressa del patriarcato di Costantinopoli e una sede titolare della Chiesa cattolica.

## Storia
Sanavo, identificabile con Sarikavak nell'odierna Turchia, è un'antica sede episcopale della provincia romana della Frigia Pacaziana nella diocesi civile di Asia. Faceva parte del patriarcato di Costantinopoli ed era suffraganea dell'arcidiocesi di Laodicea.
Le fonti antiche riportano i nomi di soli due vescovi di Sanavo: Flacco, che prese parte al primo concilio ecumenico celebrato a Nicea nel 325; e Antioco, che non fu presente al concilio di Calcedonia del 451 e in due occasioni il metropolita Nunechio di Laodicea firmò al suo posto i documenti sinodali. Le Quien aggiunge anche il vescovo Nettario, membro del concilio di Efeso del 431, che tuttavia era vescovo di Semnea in Pamfilia. Un sigillo vescovile, datato al X/XI secolo, ha restituito il nome del vescovo Basilio.
Dal 1933 Sanavo è annoverata tra le sedi vescovili titolari della Chiesa cattolica; la sede è vacante dal 7 febbraio 1969.

## Cronotassi

### Vescovi greci
- Flacco † (menzionato nel 325)
- Antioco † (menzionato nel 451)
- Basilio† (menzionato nel X/XI secolo)

### Vescovi titolari
- Joseph Thomas McGucken † (4 febbraio 1941 - 14 gennaio 1957 succeduto vescovo di Sacramento)
- Walmor Battú Wichrowski † (14 febbraio 1958 - 23 aprile 1960 nominato vescovo di Nova Iguaçu)
- Mario Renato Cornejo Radavero (20 febbraio 1961 - 7 febbraio 1969 dimesso)